# Rum (drank)

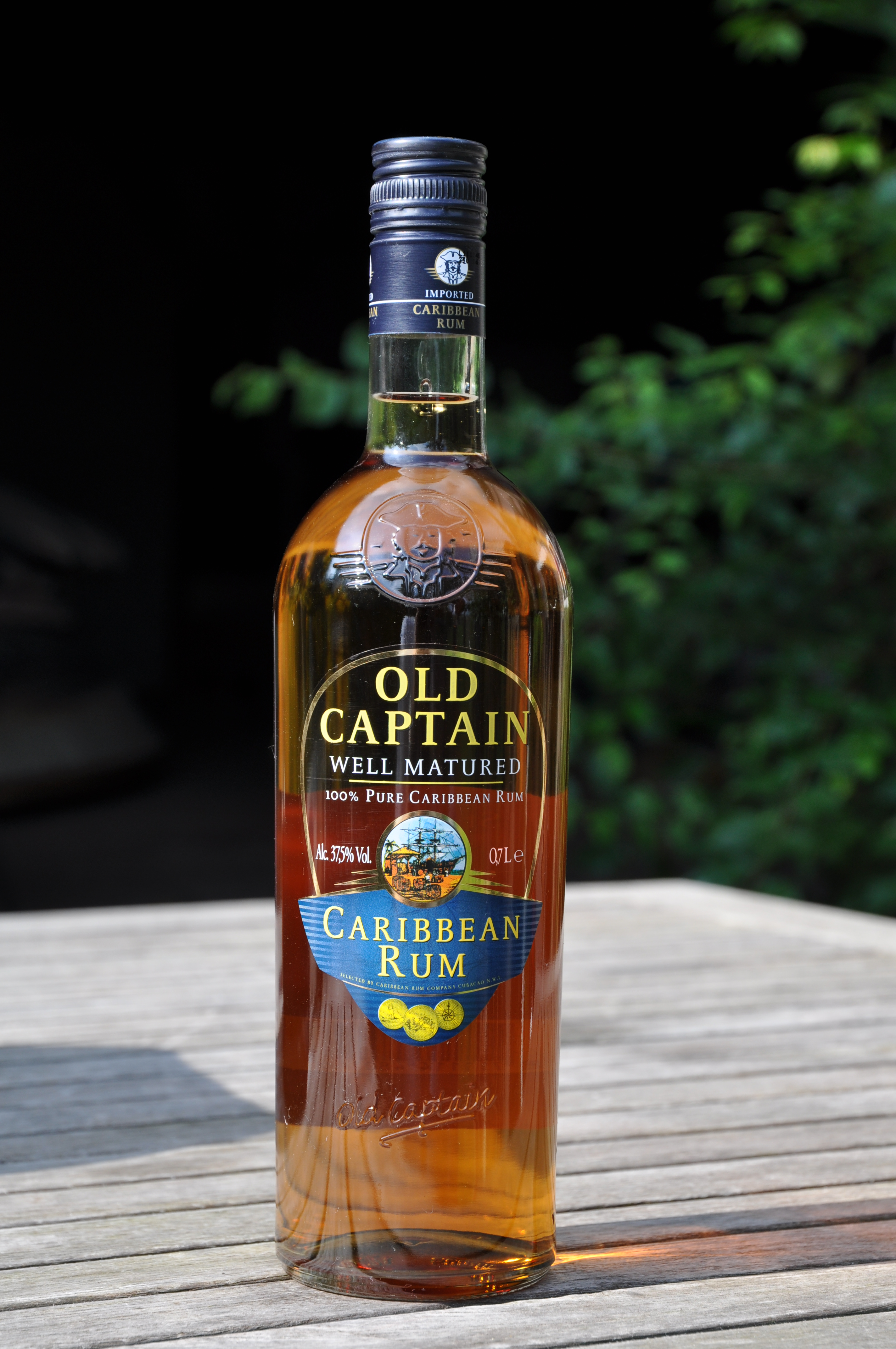
Een fles Old Captain Rum

Rum is een sterke drank die wordt bereid uit de bijproducten van suikerriet (met name melasse) of soms uit vers suikerrietsap of suikerrietsiroop. Door fermentatie ontstaat alcohol, en door distillatie verkrijgt men dan een drank met een hoger alcoholgehalte, tussen de 65 en de 95 volumeprocent (afhankelijk van de methode). Meestal wordt de rum rond de 40 vol% alcohol gebotteld.

## Bereiding
De suikerrietmelasse wordt eerst verdund met schoon water, zodat volledige vergisting een alcoholfractie van 7% tot 8% op zou leveren. Vervolgens wordt deze oplossing vergist. Afhankelijk van de methode kan dit in twee dagen klaar zijn of tot twaalf dagen duren. Langzame fermentatie levert een product met meer hogere alcoholen en esters dan snelle fermentatie.
De rum wordt dan gedistilleerd in een zogenaamde pot still (batchproces) of een column still (continu proces). In de pot stills, die alcoholpercentages van rond de 80-88% leveren, worden over het algemeen de meer aromatische rums gedistilleerd. In de column stills (die typisch tot zo'n 93-95,8% volumeprocent alcohol opleveren), de zogenaamde light rums.
Hierna kan de rum nog rijpen, in houten vaten, waarbij de rum extra kleur verkrijgt afhankelijk van de rijpingsduur en de mate van verkoling van het hout. In veel gevallen worden hiervoor voormalige Bourbonvaten gebruikt, van ongeveer 200 liter (van 'white American oak' gemaakt).
De rum kan ook zijn kleur krijgen door het toevoegen van karamel.
Over het algemeen zijn de rums die in flessen verkocht worden blends. Dit houdt in dat er diverse typen rum worden gemengd om zodoende een constante kwaliteit van het desbetreffende type/merk te krijgen, maar nog meer om tot een voor de verkoper uniek product te komen.
Rum kan puur gedronken worden, of als mengsel met bijvoorbeeld cola (de zogenaamde Cuba Libre of baco, van bacardi-cola). Ook kan rum gebruikt worden om mee te koken.
Tevens wordt rum gebruikt als grondstof in de aroma-industrie en in de zoetwaren- en voedingsmiddelenindustrie. Ook wordt rum gebruikt als "mooie alcohol" waarin andere aroma's goed oplossen, in de tabaksindustrie.

## Categorieën
Oorspronkelijk kende men drie hoofdgroepen waarin men rum kon indelen. De verschillende soorten werden ingedeeld naar de landen die het gebied als kolonie hadden bezet. Zo hadden de Engelsen landen als Jamaica en Trinidad als kolonie onder zich en was Martinique bezet door de Fransen. Zo ontstonden de volgende 3 soorten:
Spaanse stijlDeze wordt gekenmerkt door het gebruik van melasse als suikerbron en is meestal relatief licht van smaak door het gebruik van kolomdistillatie. Voorbeelden hiervan zijn de rums van Bacardi en Havana Club.
Engelse stijlOok deze stijl gebruikt melasse als basis, maar is vaak voller van smaak door distillatie in een pot still.
Franse stijlDeze stijl wijkt af van de anderen doordat hier geen gebruik werd gemaakt van melasse. De Franse stijl gebruikt namelijk (vers) suikerrietsap om een sterk afwijkende smaak te ontwikkelen. De smaak is vaak te omschrijven als licht grassig en lijkt enigszins op een tequila. Rum in deze stijl is meestal een Rhum Agricole, maar hieraan worden bepaalde eisen gesteld, omdat dit een beschermde naam is.
Tegenwoordig is echter al lang niet meer de regio waar de rum vandaan komt bepalend voor de stijl. Hoewel landen als Martinique nog steeds rums volgens de Franse stijl maken, ziet men tegenwoordig ook in landen als Jamaica de kolomdistillatie opkomen. Dit komt omdat een continu proces een constantere output geeft. Niet alleen de kwaliteit van de rum die wordt geproduceerd is steeds meer gelijk als de 'vorige' batch, maar er kan ook meer en sneller geproduceerd worden. Om deze reden worden tegenwoordig ook combinaties gebruikt waarbij een groot deel in een columnstill wordt gestookt en een klein deel met de potstill wordt gestookt. Hierna worden de twee gemengd om zo tot een consistent eindproduct te komen dat alle voordelen heeft van kolomdistillatie met de toegevoegde rijke smaak van potdistillatie (deze is niet na te maken met een columnstill).
Doordat de indeling op basis van landen tegenwoordig niet heel nuttig blijkt te zijn, is het beter om de rum op te delen op smaak, kleur en andere eigenschappen zoals leeftijd.

### Indeling op kleur
Op kleur wordt rum meestal ingedeeld in licht/wit, goud en bruin/donker. Deze indeling geeft erg weinig inzicht en wordt door veel kenners dan ook niet gewaardeerd.
De indeling op kleur werkt vaak redelijk, maar maakt geen onderscheid in smaken of andere kenmerken waardoor een Wray and Nephew Overproof in dezelfde categorie valt als een Bacardi Carta Blanca; deze rums kunnen qua smaak bijna niet verder uit elkaar liggen.
De enige indeling op kleur die redelijk nuttig blijkt is het verschil tussen zwarte rum en overige rum. Hoewel deze normaal onder de bruine rums valt, zou deze rum echt moeten worden ingedeeld in zijn eigen klasse. Zwarte rum krijgt zijn kleur in het geheel niet of slechts voor een klein gedeelte door rijping op houten vaten. Deze rum krijgt zijn donkere kleur door toevoeging van melasse, karamel of beide. Hierdoor krijgt hij een extra smaak en een donkere kleur. Deze toevoeging is wat de rum onderscheidt van andere kleuren rum en maakt het een opzichzelfstaande categorie. Bekende zwarte rums zijn Myer's, Gosling's Black Seal en Kraken Black Spiced Rum.

### Indeling op smaak
Indeling op smaak is complex. Smaak is relatief subjectief en de verschillen in rum zijn groot. Het is misschien wel de meest diverse sterke drank ter wereld.

### Indeling op leeftijd
Hierin is in de rumwereld ook geen eenduidigheid te vinden. Waar het bij whisky vereist is om de jongste whisky te vermelden wanneer een leeftijd wordt vermeld, is dit bij rum niet verplicht. Een whiskymix van 50% 5 jaar oude en 50% 15 jaar oude whisky wordt zodoende een 5 jaar oude whisky genoemd. Een rum van deze mix zou als een 10 jaar oude rum of zelfs als 15 jaar oude rum kunnen worden verkocht. Dit komt door het gebruik van het solerasysteem. Dit is dus altijd iets waar op gelet dient te worden met beoordeling op basis van leeftijd. Het solerasysteem wordt niet altijd gebruikt, waardoor de leeftijdsaanduiding op een fles rum vrijwel nooit kan worden beoordeeld op eerste gezicht.
Vaak volstaat het om 3 klasses te onderscheiden:
- Ongerijpt of kort gerijpt (tot 0-5 jaar)
- Gerijpt (5-15 jaar)
- Lang gerijpt (15+ jaar)

### Indeling op alcoholpercentage
Hierin worden een aantal percentages onderscheiden:
- Standaard: rond de 40 vol%
- Navy Strength: rond de 50 vol%
- Overproof: alles boven navystrength, vaak 75,5 vol% (151 proof)

### Indeling op land van herkomst
De oude indeling op land was gebaseerd op de heerser van het gebied. Tegenwoordig worden de rums ingedeeld op het land van afkomst in plaats van de toenmalige bezetter. Zo is een Cubaanse rum nog altijd een zachte rum en heeft een Jamaicaanse rum een typische funk die de soort onderscheidt van andere. De speciale sterke smaak van Jamaicaanse rum is te danken aan de grote hoeveelheid esters en wordt mede veroorzaakt door toevoeging van muck of dunder aan de vergiste melasse.
Ieder land kent zijn eigen specifieke rumsmaak die wordt geassocieerd met dat land. Het nadeel aan deze indeling is echter dat individuele rums veel kunnen afwijken van de typische smaak van het desbetreffende land. Zo heeft de Appleton Signature Blend niet de funky smaak die Jamaicaanse rums zo bekend maken.

## Regio's
Rum wordt over de gehele wereld gedistilleerd, maar over het algemeen daar waar ook suikerriet groeit en dus voorhanden is. In feite is het een bijproduct van de rietsuikerproductie. Ieder land en iedere regio heeft zijn eigen karakteristieke manier van fermenteren en distilleren, waardoor er een zeer breed scala is van typen rum. Er is een aantal suikerrietdistillaten die aangeduid worden met een andere benaming dan rum. Zo is er cachaça, dat een suikerrietdistillaat is, maar dan alleen uit Brazilië. Batavia Arrak of arak is een suikerrietdistillaat uit Indonesië.

## Merken
Enkele bekende merken rum zijn Appleton, Bacardi, El Dorado, Bundaberg, Captain Morgan, Havana Club, Wray and Nephew, Angostura en Borgoe.

## Wettelijke definitie in Europa
Rum is volgens de Europese wetgeving een distillaat uit suikerriet dat
- onder de 96% alcohol moet worden gedistilleerd en
- de 'organoleptische' kenmerken moet hebben van rum.
- toevoegingen als aroma's of kruiden zijn niet toegestaan, karamel als kleurstof wel. Een met kruiden verrijkte sterke drank op basis van rum, vaak als spiced rum aangeduid, mag daarom in de Europese Unie niet als rum worden verkocht.[1]